# Odontoptila subviridis
Odontoptila subviridis là một loài bướm đêm trong họ Geometridae.